# Cosmic Music
| Recensione                          | Giudizio |
| ----------------------------------- | -------- |
| AllMusic                            | [ 1 ]    |
| Rolling Stone                       | positivo |
| The Rolling Stone Jazz Record Guide | [ 3 ]    |

Cosmic Music è un album discografico di John Coltrane e della moglie Alice Coltrane. Il disco venne originariamente pubblicato postumo nel 1968 dalla Coltrane Records per poi essere ripubblicato nel febbraio 1969 dalla Impulse! Records.

## Descrizione
Nell'album, John Coltrane è presente effettivamente solo in due brani: Manifestation e Reverend King risalenti a sessioni in studio del 1966. Lord, Help Me To Be e The Sun furono incisi da Alice Coltrane nel 1968, dopo la morte del marito. Successivamente, queste ultime due tracce furono anche inserite come bonus track nella ristampa in CD dell'album di Alice Coltrane A Monastic Trio.

### Origine e storia
Per la prima uscita di un album dell'etichetta personale di John Coltrane, la Coltrane Records che ebbe vita brevissima, la vedova, Alice Coltrane, decise di mettere mano a delle registrazioni del marito originariamente effettuate in una seduta in studio nel 1966 con la partecipazione di Pharoah Sanders, Jimmy Garrison, Rashied Ali, e della stessa Alice. In quella session erano stati incisi quattro brani: Manifestation, Reverend King, Peace on Earth, e Leo. Per due anni i nastri rimasero in un cassetto nella casa dei Coltrane a Long Island. All'inizio del 1968, Alice decise di affiancare due sue composizioni a Manifestation e Reverend King. I nuovi brani della Coltrane, Lord, Help Me To Be e The Sun (che contiene all'inizio la sovraincisione di un'invocazione in forma di preghiera cantata da John Coltrane e Sanders nel '66), erano il frutto di una sessione del gennaio precedente con Sanders, Garrison, e il batterista Ben Riley.

### Pubblicazione
La prima edizione dell'LP venne pubblicata nel 1968 dalla Coltrane Records (n. di cat. CRC-5000) con una copertina che recava i nomi di Alice e John Coltrane sullo sfondo di un disegno in bianco e nero attribuito al sassofonista. L'etichetta storica di Coltrane, la Impulse! Records rimase spiazzata dalla pubblicazione dell'album. Anche se Coltrane era morto, la casa discografica conservava ancora un contratto di esclusiva sui diritti di pubblicazione della musica dell'artista. Non volendo intentare una causa legale contro la vedova Coltrane, la Impulse! le propose un vantaggioso accordo: Alice avrebbe avuto l'ultima parola sulla scelta del materiale ancora inedito del marito da pubblicare in futuro, ma della distribuzione, grafica e produzione degli album si sarebbe occupata l'etichetta. La Coltrane accettò la proposta e l'album uscì una seconda volta nel febbraio '69 questa volta ufficialmente per la Impulse! (n° cat. AS-9148) e con una copertina differente raffigurante il volto di John Coltrane fotografato da Jim Marshall sovrapposto ad una immagine della Luna.

## Tracce
1. Manifestation – 11:44 (John Coltrane)
2. Lord, Help Me To Be (Alice Coltrane)
3. Reverend King – 10:45 (John Coltrane)
4. The Sun (Alice Coltrane)

- Le tracce sono state pubblicate anche sotto altro nome:

1. Manifestation – 11:44
2. Reverend King (Written in the Honor of Reverend Martin Luther King Jr.) – 10:45
3. Peace on Earth – 9:03
4. Leo – 10:08

## Formazione
- John Coltrane – sassofono tenore, clarinetto basso
- Pharoah Sanders – sassofono tenore, ottavino
- Alice Coltrane – pianoforte
- Jimmy Garrison – contrabbasso
- Rashied Ali – batteria
- Ray Appleton – percussioni (registrazioni del 1966)
- Ben Riley – percussioni (registrazioni del 1968)